# Bloomingdale (Nova Jersey)
Bloomingdale és una població dels Estats Units a l'estat de Nova Jersey. Segons el cens del 2007 tenia 7.495 habitants.

## Demografia
Segons el cens del 2000, Bloomingdale tenia 7.610 habitants, 2.847 habitatges, i 2.078 famílies. La densitat de població era de 333,9 habitants/km².
Dels 2.847 habitatges en un 31,8% hi vivien nens de menys de 18 anys, en un 60,9% hi vivien parelles casades, en un 8,7% dones solteres, i en un 27% no eren unitats familiars. En el 21,9% dels habitatges hi vivien persones soles el 6,2% de les quals corresponia a persones de 65 anys o més que vivien soles. El nombre mitjà de persones vivint en cada habitatge era de 2,63 i el nombre mitjà de persones que vivien en cada família era de 3,09.
Per edats la població es repartia de la següent manera: un 22,3% tenia menys de 18 anys, un 6,4% entre 18 i 24, un 34,3% entre 25 i 44, un 25,2% de 45 a 60 i un 11,9% 65 anys o més.
L'edat mediana era de 38 anys. Per cada 100 dones de 18 o més anys hi havia 94,9 homes.
La renda mediana per habitatge era de 67.885 $ i la renda mediana per família de 75.433 $. Els homes tenien una renda mediana de 46.351 $ mentre que les dones 36.607 $. La renda per capita de la població era de 27.736 $. Aproximadament el 2% de les famílies i el 3,4% de la població estaven per davall del llindar de pobresa.

## Poblacions més properes
El següent diagrama mostra les poblacions més properes.